# 객체 탐지

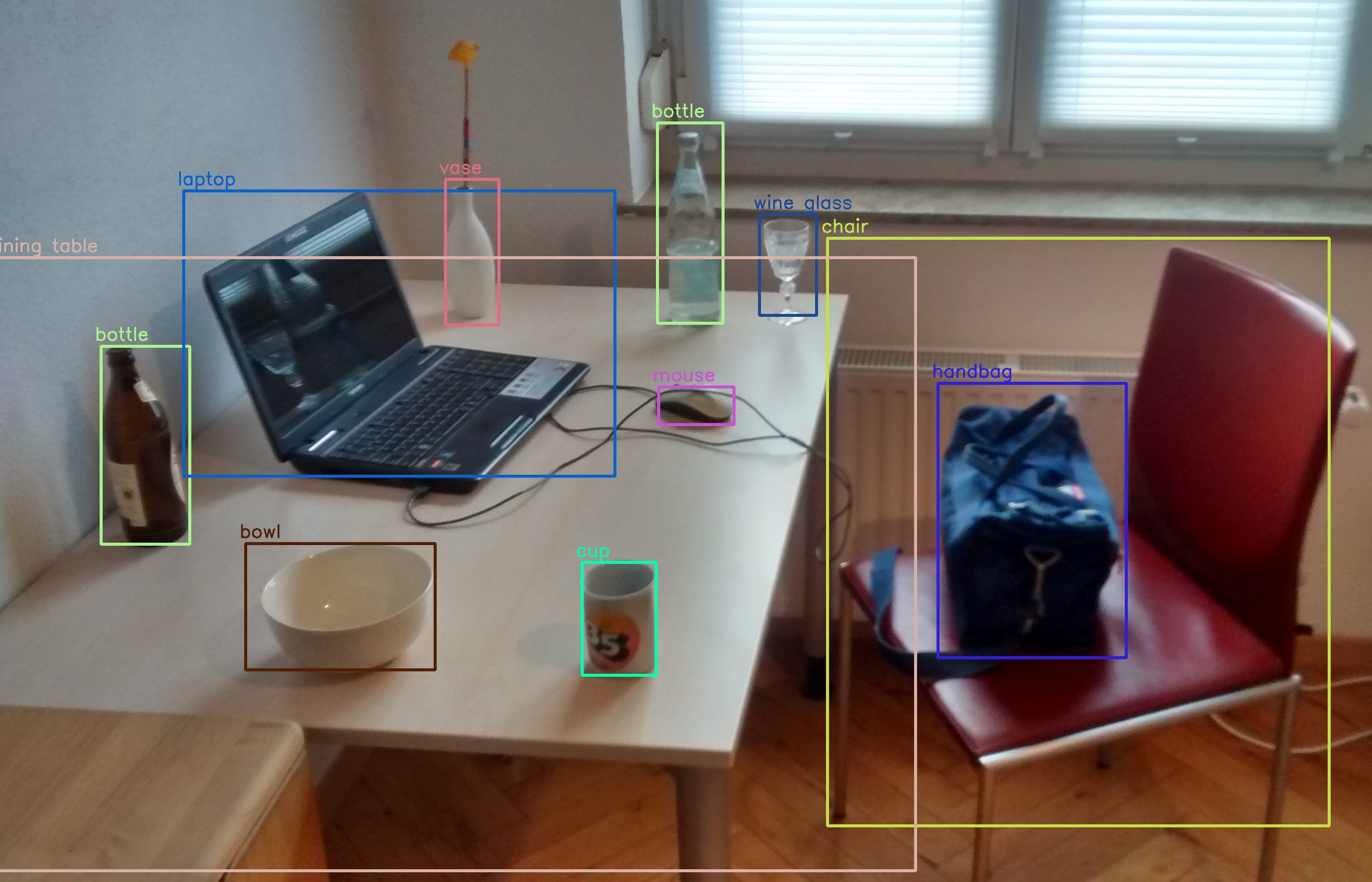
80개의 공통 객체를 탐지할 수 있는 COCO 데이터셋에서 훈련된 YOLOv3 모델을 사용함으로써 OpenCV의 딥 뉴럴 네트워크로 감지된 물체.

객체 탐지(客體探知, object detection)는 컴퓨터 비전과 이미지 처리와 관련된 컴퓨터 기술로서, 디지털 이미지와 비디오로 특정한 계열의 시맨틱 객체 인스턴스(예: 인간, 건물, 자동차)를 감지하는 일을 다룬다. 잘 연구된 객체 탐지 분야로는 얼굴 검출, 보행자 검출이 포함된다. 객체 탐지는 영상 복구, 비디오 감시를 포함한 수많은 컴퓨터 비전 분야에 응용되고 있다.

## 방식
객체 탐지를 위한 방식은 일반적으로 기계 학습 기반 접근 또는 딥 러닝 기반 접근으로 분류된다. 기계 학습 접근의 경우 우선 아래의 방식들 가운데 하나를 사용하여 정의한 다음 서포트 벡터 머신(SVM) 등의 기법을 사용하여 분류하는 일이 필요하다. 한편, 딥 러닝 기법은 기능을 구체적으로 정의하지 않고서도 단대단 객체 탐지를 할 수 있으며 합성곱 신경망(CNN)에 기반을 두는 것이 보통이다.
- 기계 학습 접근:
  - 하르 특징(Haar features) 기반 비올라–존스 객체탐지 프레임워크
  - 척도 불변 특징 변환(Scale-invariant feature transform, SIFT)
  - 경사지향 히스토그램(Histogram of oriented gradients, HOG) 기능[1]
- 딥 러닝 접근:
  - Region Proposals (R-CNN,[2] Fast R-CNN,[3] Faster R-CNN[4], cascade R-CNN[5])
  - Single Shot MultiBox Detector (SSD)[6]
  - You Only Look Once (YOLO)[7][8][9][10]
  - Single-Shot Refinement Neural Network for Object Detection (RefineDet)[11]
  - Retina-Net[12][5]
  - Deformable convolutional networks[13][14]

## 같이 보기
- 객체 인식 개요